# Hadō Myōō
| Recensione                   | Giudizio |
| ---------------------------- | -------- |
| kevymetal.wordpress.com      | 95/100   |
| headbangerslatinoamerica.com | 8.5/10   |

Hadō Myōō (覇道明王?, High-handed Wisdom King) è il 14º album in studio del gruppo heavy metal giapponese Onmyo-za, pubblicato il 6 giugno 2018 in Giappone dalla King Records (etichetta discografica giapponese). L'album ha raggiunto l'11ª posizione della Oricon (classifica musicale giapponese).

## Tracce
1. Haō (The Overlord)
2. Haja no Fūin (Seal of the Dark Lord)
3. Itsumade
4. Oka Ninpōchō (Ninja Scroll of Cherry Blossoms)
5. Shimobe (Servant)
6. Fushoku no ō (The King of Corrosion)
7. Ippondara
8. Izunaotoshi (Izuna Drop)
9. Tesso no Aza (The Bruises of the Tesso)
10. Bureiko (Abandon All Ceremony)